# لواء الكورة
لواء الكورة أحد ألوية محافظة إربد الأردنية التسع. يقع إلى الجنوب الغربي من مدينة إربد بحوالي 25 كم. تبلغ مساحة الكورة 210 كيلو متر مربع ويضم اللواء اثنين وعشرين قرية. مركز اللواء مدينة دير أبي سعيد وعدد السكان 162 ألف نسمة. ويحد لواء الكورة شمالاً لواء الطيبة وجنوباً محافظة عجلون وشرقاً لواءالمزار الشمالي وغرباً لواء الأغوار الشمالية.

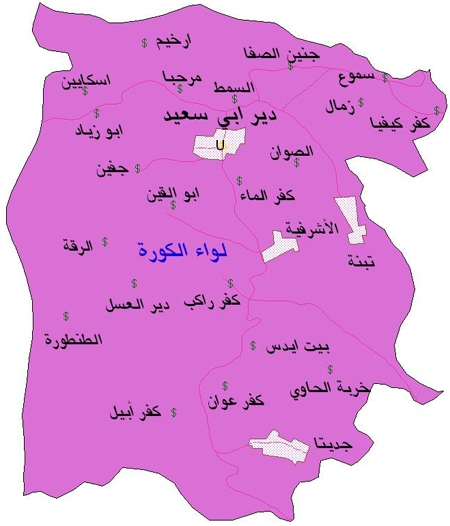
خارطة لواء الكورة

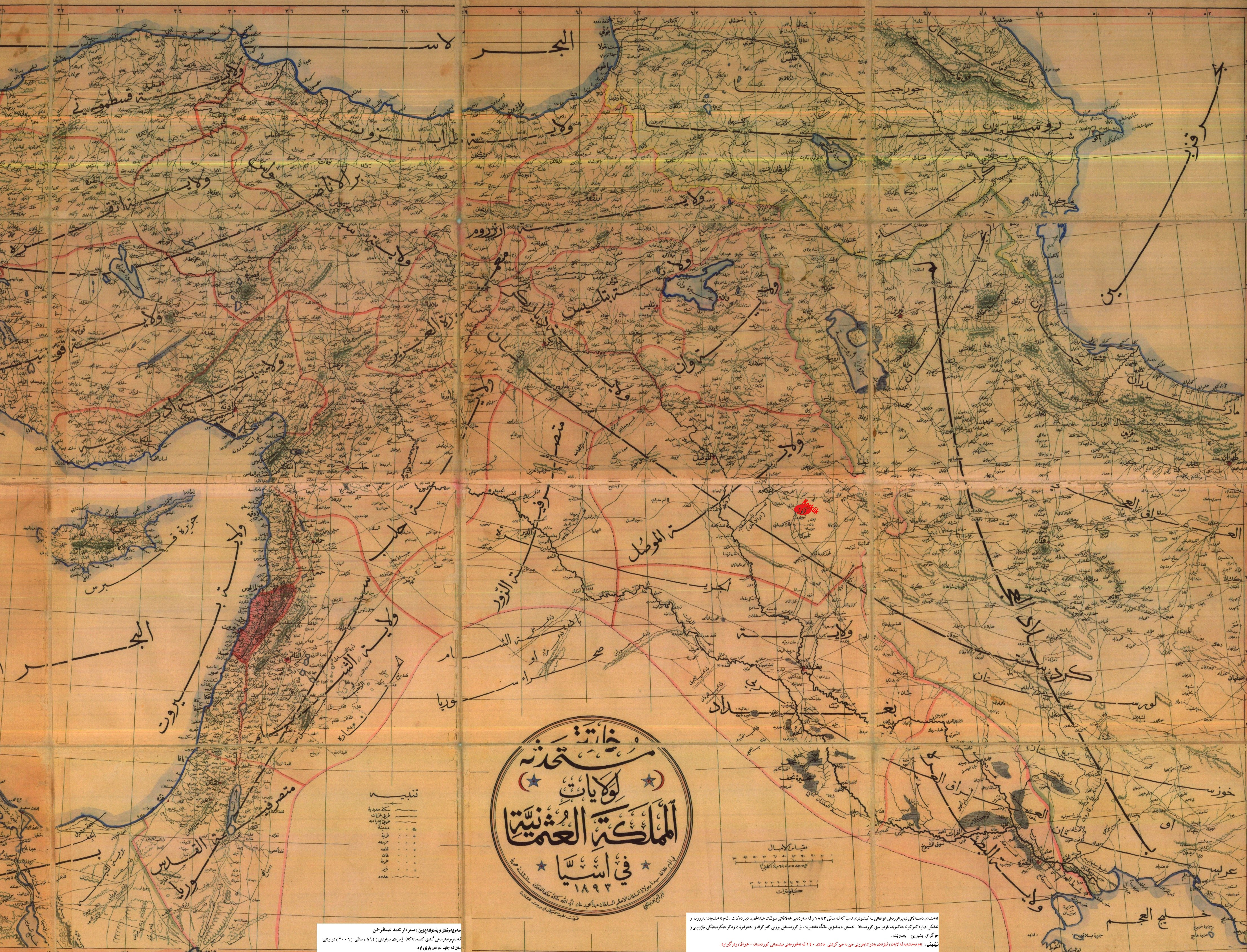
خارطة الولايات العثمانية عام 1893 م وتظهر فيها قرية تبنة (تبني) وتتبع لولاية الشام

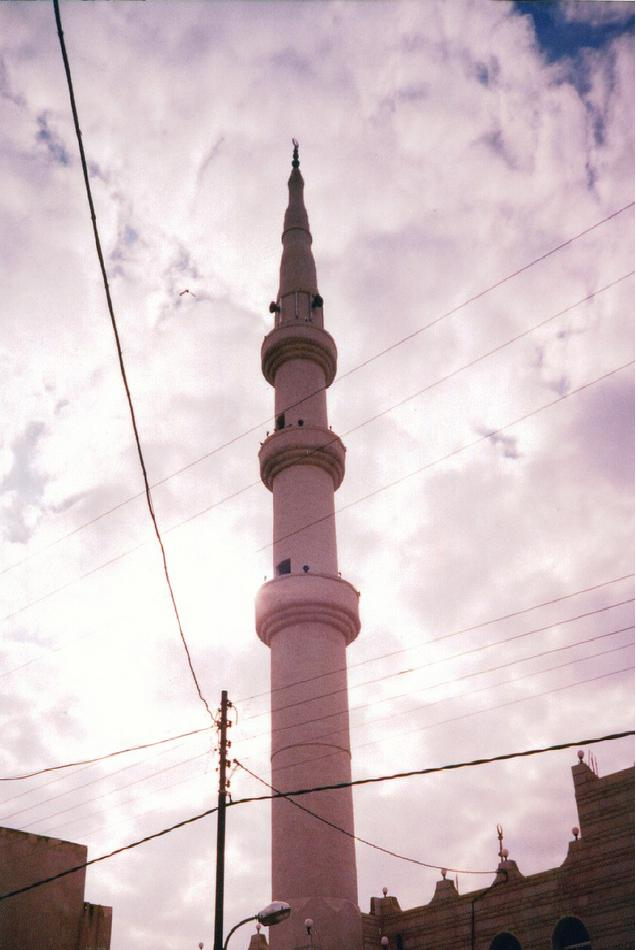
مأذنة المسجد الكبير في دير أبي سعيد

## أصل التسمية
أصل التسمية يوناني[محل شك]، وهي تعني «المقاطعة» أو «الإقليم» أو «الناحية». وهي تنظيم إداري قديم معناه (الصقع). أي البقعة التي تجتمع فيها قرى وأرجاء ومحال ومساكن ولها قصبة وجمعها كور.

## الكورة عبر التاريخ
كان أول ظهور للكورة في العرف الإداري منذ بداية العصر الراشدي وعرفت بـ (كورة فحل). بعد أن فُتحت بلاد الشام (17 هـ - 638 م) في عهد عمر بن الخطاب قسمت ولاية الشام إلى أجناد عدة، دُعي كل منها جُنداً. وكان جند الأردن أحد خمسة أجناد تابعة لولاية الشام. أخذ جند الأردن اسمه من نهر الأردن وضم أجزاءً في حوض النهر ومحيطه في شرق الأردن وشمال فلسطين وجنوب لبنان. كان هذا الجند أصغر أجناد الشام ومركزه طبريا ويضم ثلاث عشرة كورة منها طبريا والسامرة وبيسان وكورة فحل - وهي محور حديثنا هنا- وجرش وبيت راس وجدارا.
بقيت كورة فحل تحتفظ بنفس المسمى خلال فترة الدولة الاموية (662 - 750 م) والدولة العباسية (750 - 1258 م)، إلى أن دخلت كورة فحل ضمن سيطرة الدولة المملوكية (1250 - 1517 م) فألغيت التقسيمات الإدارية القديمة وعرفت بلاد الشام بولاية سوريا فقط.
وفي العهد العثماني المبكر (1532 -1864 م) أعيد تقسيم الشام إلى «ولايات» ودخلت كورة فحل إلى ايالة دمشق، واعيد تقسيم الايالات العثمانية إلى ولايات (1864 -1918 م)، فاتبعت الكورة إلى ناحية عجلون ضمن سنجق حوران في ولاية دمشق.
وبعد قيام الثورة العربية الكبرى عام (1916 م) ودخول قوات الثورة العربية إلى حوران ودمشق يوم (27 ايلول 1918 م) والقضاء على الدولة العثمانية دخلت الكورة ضمن ما عرف «المملكة العربية السورية» يوم (7 اذار 1920 م)ولكن اتفاقية سايكس بيكو حالت دون بقاء المملكة وانهيارها بدخول قوات الاحتلال الفرنسي إلى دمشق بعد معركة ميسلون(24 تموز 1920 م).
ودخلت منطقة شرقي الأردن - من ضمنها الكورة - إلى منطقة الانتداب البريطاني وسادت حالة من الفلاتان الأمني الذي أدى إلى نشوء الحكومات المحلية،
ومن ضمن هذة الحكومات ظهرت في الكورة حكومة دير يوسف(15 ايلول 1920 م) التي ألفها الشيخ كليب الشريدة مقرها دير يوسف واختير نجيب الشريدة قائم مقام لها.
بعد قدوم الأمير عبد الله بن الحسين إلى شرقي الأردن وتأسيس امارة شرق الأردن إنشاء حكومة دستورية أعلن عنها في (11 نيسان 1921 م)تم الحاق منطقة الكورة إدارياً بالحاكم الإداري في إربد، ولكن أهالي الكورة وكليب الشريدة اعترضوا على أن تكون الكورة تابعة لإربد لما كان لناحية الكورة من تأثير في المنطقة، وطلبوا من الأمير عبد الله أن تكون ناحية الكورة مرتبطة مباشرة بالحكومة المركزية في عمان.
ولكن الحكومة المركزية لم تستجب لطلبهم فتوترت العلاقة بينهم وبين حكومة الإمارة لدرجة وقوع صدامات مسلحة على مستويات مختلفة بين القوات النظامية للإمارة وبين المسلحين من رجال الكورة، ولم تلبث الأمور أن تطورت وتفاقمت حين قاد كليب الشريدة ما يطلق عليه المؤرِّخون عصيان ناحية الكورة استمر بين عامي (1921 -1922 م).
و في عام (1922 م) استحدث مركز إداري عرف بـ (مديرية قضاء الكورة)وفي عام (1985 م) رفعت إداريا من مديرية قضاء إلى (متصرفية لواء الكورة).
جغرافيا:
تبلغ مساحة الكورة 210 كيلو متر مربع ومعظم أراضيها هي مرتفعات جبلية مغطاه الأشجار الحرجية «غابات برقش» يتخللها سهول خصبة مثل «السهل الغربي» و«سهول ارخيم» تخترقها عدة أودية دائمة الجريان على مدار العام مثل أودية «الريان» (اليابس) و«ادي أبو زياد» و«وادي زقلاب»، وأعلى منطقة هي رأس جبل «برقش» حيث يصل ارتفاعه 875 مترا ً فوق مستوى سطح البحر وتتدرج الأراضي بالانخفاض من الشرق إلى نحو الغرب حتى تصل إلى مستوى (60 مترا ً) تحت مستوى سطح البحر في منطقة طبقة فحل.
اما توزيع الأراضي: تبلغ مساحة لواء الكورة (210) كم2 أو نحو (209518) دونم، وتشكل مساحة أراضي اللواء نحو (133041) دونم أي ما يقارب نصف مساحة اللواء، بينما تشكل الأراضي المستغلة زراعياً نحو (60509) دونم، وتحتل الأراضي الحرجية نحو (52118) دونم، بينما تحتل الأراضي الوعرة المملوكة نحو عشر المساحة.
المناخ

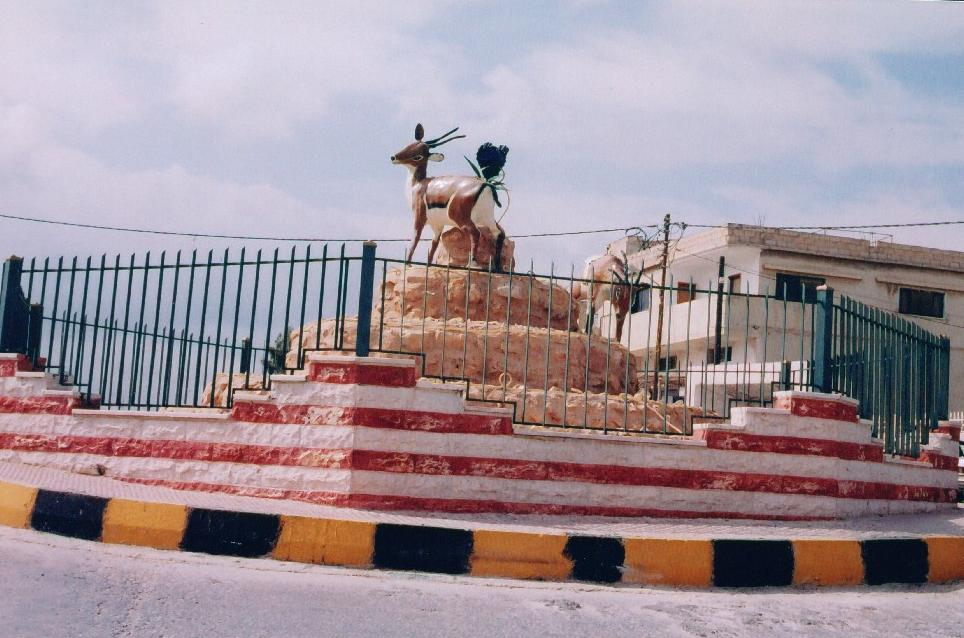
دوار الغزلان/ كفرراكب

المناخ السائد في لواء الكورة فهو مناخ حوض البحر المتوسط الذي يتميز بأنه باردا نسبيا وماطر في فصل الشتاء ومعتدل نسبيا وجافا في بقية أيام السنة، وتجدر الإشارة هنا إلى أن مناخ لواء الكورة أكثر اعتدالا من المناخ السائد في المنطقتين الغربية والشرقية، ففي فصل الصيف تكون درجات الحرارة في المنطقة الغربية أعلى من تلك التي تكون في لواء الكورة وفي فصل الشتاء تكون درجات الحرارة في المنطقة الشرقية أكثر انخفاضا منها في اللواء، ومع هذا إلا درجات احرارة هنا قد تتجاوز35 درجة في فصل الصيف وقد تنخفض إلى مادون الصفر المئوي في فصل الشتاء، ورغم أن مناخ اللواء معتدل نسبيا وجميل بشكل عام إلا أن أجمل أيام السنة فيه هي الفترة الواقعة بين بداية شهر شباط ونهاية شهر أيار، نظرا لاكتساء الأرض خلال هذه الفترة بحلة ربيعية خضراء يانعة.

### التقسيمات الإدارية في اللواء
في اللواء ثلاث بلديات هن:

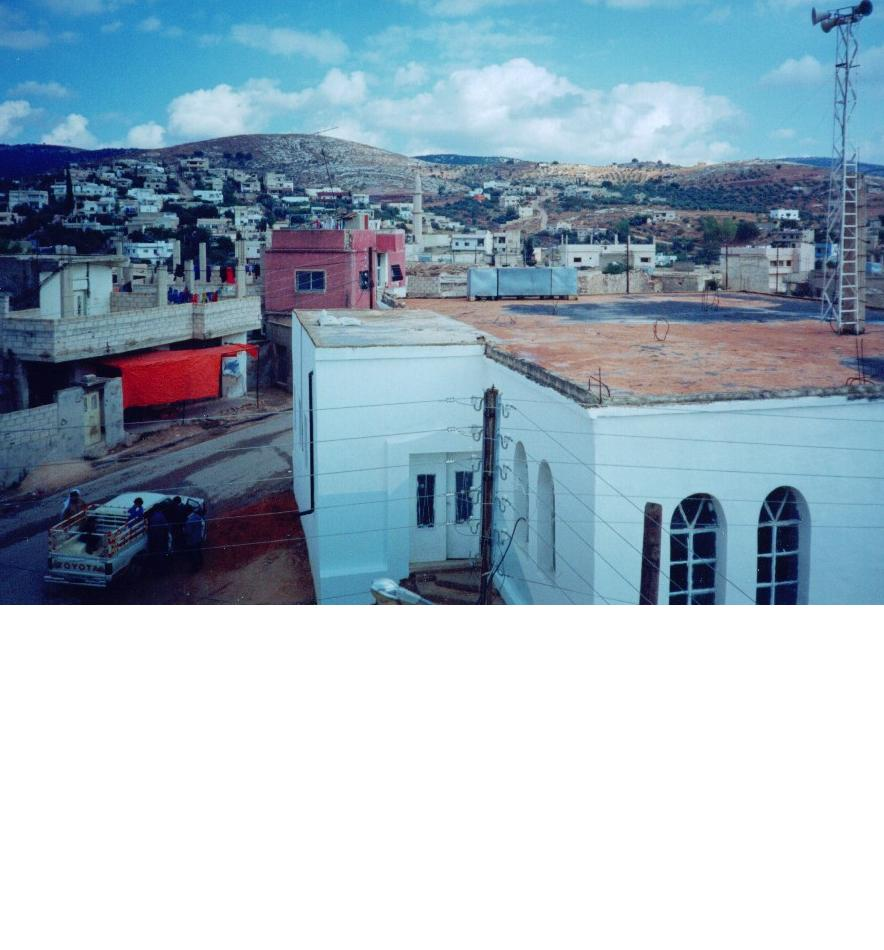
بلدة كفرعوان

- بلديه رابية الكورة: وتضم: سموع - كفر كيفيا - زمال - جنين الصفا وارخيم
- بلدية دير أبي سعيد الجديدة: وتضم: دير أبي سعيد الاشرفية- السمط، مرحبا - كفرالماء- أبوالقين - جفين - تبنة.
- بلدية برقش: وتضم: كفر راكب - بيت ايدس - كفرعوان -كفرأبيل - جديتا

### الخدمات العامة
وتوجد في مدينة دير أبي سعيد مركز اللواء
- مستشفى الأميرة راية بنت الحسين ويتسع ل 100 سرير
- مديرية تربية لواء الكورة وينبع لها 95 مدرسة بين ثانوية وأساسية
- مديرية صحة لواء الكورة ويتبع لها 14 مركزا صحيا منهما اثنان شاملان
- عدة بنوك عاملة «الأردن»، «الإسكان»، «الإسلامي», «صراف القاهرة عمان»
- مركز امن الكورة
- قسم سير غرب اربد
- مركز دفاع مدني الكورة
- مديرية مالية لواء الكورة
- مديرية اوقاف الكورة
- مديرية التنمية الاجتماعية
- دائرة الأحوال المدنية والجوزات
- دائره الأراضي والمساحة
- مكتب اشغال الكورة
- فرع نقابة المهندسين الأردنيين
- الاتصالات الأردنية
- مكتب كهرباء ومكتب مياه

## المعالم التاريخية
المسجد الزيداني في تبنة:
يعتبر هذا المسجد أحد المساجد التي شيدها الزيادنة في القرن الثامن عشر في فلسطين والأردن، وهو المسجد الزيداني الوحيد في منطقة الكورة، بل في الأردن ما زال قائماً حتى الآن، ويحتفظ المسجد بهيكله العام رغم بعض الهدم الذي تعرض له بفعل التقلبات الجوية على مدى السنوات الطويلة ويمكن تحديد المسجد بحوالي (1771- 1772) م وينسب بنائه إلى أحمد ظاهر العمر الزيداني الذي كان حاكم تبنه ومنطقة عجلون. استمر المسجد قائماً يستخدم للصلاة والتعليم في هذه القرية إلى نهاية القرن الثامن عشر والنصف الأول من القرن التاسع عشر، حيث روي أن الجزء الشرقي من سطح المسجد والذي كان فيه قد هدم وسقط بفعل زلزال وقع في القرن التاسع عشر.
القلعة الزيدانية في تبنة: بناها أيضاً أحمد ظاهرالزيداني يوجد فيها برجان كانا يستخدمان لأغراض الاتصال والإنذار العسكري وهما مركزين في الناحية الشمالية الأول في الزاوية الشرقية ولا تزال بعض آثاره قائمة، والثاني في الناحية الغربية وقد تم هدمه، وهما مربعا الشكل ويبلغ طولهما حوالي (15)م وكانت النار والدخان أحد وسائل الاتصال المستعملة، وقد وجد في قاعدة البرج بقايا موقدة فحم. ويوجد فيها ساحة سماوية تزيد مساحتها عن (4) دونمات تنتشر فيها جمع المياه وبركة حتى يشرب منها الخيول. وتوجد فيها خارطة الوطن العربي ويوجد فيها رسومات أخرى.
كهف السيد المسيح في (بيت ايدس): أجرت دائرة الآثار العامة حفرية أثرية في كهف «صير»(كهف السيد المسيح) المشار إليه آنفاً في الفترة من 15 أيار إلى 15 حزيران 1999 م حيث تبين أن الكهف الذي تبلغ مساحته حوالي (17 م × 7 م) استخدم منذ العصر الروماني معصرة للزيتون، وقد استمر استخدامها حتى نهاية العصر البيزنطي، ومن مخلفاتها عدة أحواض منحوته في الصخر وثقالات الوزن وآبار تجميع الزيت، ومواضع ارتكاز العوارض الخشبية الضاغطة، غير أن هذه المعصرة توقف عملها في نهاية العصر البيزنطي، وتمت تسوية أرضية الكهف حيث استخدم فيما يبدو لأغراض السكن، ويجاور الكهف معصرة عنب، وقبران فرديان منحوتان في الصخر، إضافة إلى بئر ماء ويبعد هذا الكهف عن موقع الدير البيزنطي حوالي نصف كيلومتر، ولم يُعثر على أي ما يشير إلى قدسية المكان غير ملاحظات يذكرها بعض كبار السن من سكان بلدة بيت إيدس بأن مدخل هذا الكهف كان له سابقاً باب حجري متحرك وعليه صليب وباليد الأخرى رمحاً وقد جرى تكسيره من قبل بعض السكان واقيم فوق مدخل الكهف القديم سقفاً قوسياً حديثاً من الحجر والطين واستخدم الكهف لأغراض التخزين.
طواحين وادي الريان في جديتا: يوجد في وادي الريان خمسة طواحين كانت تعمل بقوة حركة المياه وتعود بتاريخها إلي القرن السادس عشر الميلادي حوالي 1596 م بناءً على دفاتر الطابو العثمانية التي تشير إلى وجود ضرائب على هذه الطواحين في السنة المشار إليها، غير أن هذه الطواحين جدد بناؤها عدة مرات حتى توقفت عن العمل في منتصف القرن العشرين الماضي بعد دخول الآلات الحديثة. تتكون كل طاحونة من أربعة أجزاء: قناة وبرج، وحجرة الطحن وحجرة الدولاب.

## المواقع الطبيعية في الكورة
غابات برقش: تقع غابات برقش في الجزء الشرقي من لواء الكورة وإلى الجنوب من محمية برقش للأحياء البرية، ولهذه الغابات مزايا بيئية تتمثل في وجود قمة لهذه الغابة تعـرف (برأس برقش) الذي يرتـفع حوالي (875) متراً فوق مستوى سطح البحر. ويعلو قمة الجبل موقع أثري قديم يدعى “القصر” يعود في تاريخه إلى العصور الرومانية حين كان يستخدم كنقطة مراقبة وإنذار للقوافل العسكرية. ومن مميزاتها الجغرافـيــة أنها تشرف على معظم مناطق شمال الأردن وسهول حوران وجبل الشيخ وجبل الكرمل وغور بيسان ولواء جنين في فلسطين وتضم هذه الغابـات أشجار حرجية حوالي مليوني شجرة قديمة من السنديان والبلوط والبطم والزعرور وتعتبر الغابة من المناطق السياحية المميزة نظراً لتوسيع الغطاء النباتي وكثافة النشاط الحيواني واكتساء الغابة بالأعشاب المتنوعة من أزهار برية وأعشاب طبية حيث تمتزج الألوان في بساط أخضر جميل.
وادي زقلاب:
يقع وادي زقلاب على مسافة (4) كيلو مترات شمال غرب بلدة دير أبي سعيد، في وسطه نهر صغير تقدر كمية المياه المتدفقة منه بحوالي (800) متر مكعب في الساعة. ويكسي جنبي الوادي أشجار الرمان والعنب والزيتون. ويوجد على النهر عدد من الشلالات الجميلة وعلى ارتفاعات مختلفة تكسب الوادي مزيداً الحسن والبهاء.
وادي الريان: يقع وادي الريان إلى الجنوب من بلدة جديتا ويمتاز بمناخه المعتدل صيفاً وشتاء وبمياهه العذبة وظلاله الوارفه وأشجاره الخضراء اليانعة التي تجلب السياح والمتنزهين من جميع مناطق المملكة وكان يطلق عليه في الماضي القريب وادي اليابس ويقال بأن الملك عبد الله الأول مر به وأطلق عليه اسم وادي الريان لشدة إعجابه بـه وبمناظره الخلابة يوجد في الوادي العديد من الطواحين التي كانـت تدار بالمياه التي كانت متوفرة في ذلك الوقت.
ام النمل: وهي منطقة تقع غرب قرية كفر راكب وتعتبر منطقة خضراء جميلة بتضاريسها ويزورها الناس في فصل الربيع.

## القرى والمناطق
يضم لواء الكورة القرى والبلدات التالية:
- أبو القين
- أرخيم

- اسكايين
- الأشرفية
- الرقة
- الرهوة
- الصوان

- بيت إيدس

- تبنة

- جديتا
- جفين
- جنين الصفا

- خربة الحاوي

- دير أبي سعيد

- زمال

- سموع

- كفر أبيل
- كفر الماء
- كفر راكب
- كفر عوان
- كفر كيفيا